# Miloš Krkotić
Miloš Krkotić (in serbo Милош Кркотић?; Podgorica, 29 settembre 1987) è un calciatore montenegrino, centrocampista dello Zeta.

## Carriera

### Nazionale
Il 26 marzo 2013 esordisce con la maglia della nazionale montenegrina nella partita contro l'Inghilterra terminata 1-1.

## Palmarès

### Club

#### Competizioni nazionali
- Supercoppa di Moldavia: 1

Dacia Chișinău: 2011
- Coppa del Montenegro: 1

Budućnost: 2018-2019
- Supercoppa del Kosovo: 1

Feronikeli: 2019